# تریپشتادت
تریپشتادت (به آلمانی: Trippstadt) یک شهر در آلمان است که در کایزرسلاوترن واقع شده‌است. تریپشتادت ۳٬۱۰۵ نفر جمعیت دارد.